# Chessman
Kevin Citlali Zamora (Ciudad Nicolás Romero, 2 de junio de 1975) es un luchador profesional mexicano, conocido bajo su nombre en el ring Chessman. Actualmente trabaja para Lucha Libre AAA Worldwide (AAA). A lo largo de su carrera, Chessman ha formado parte de varias facciones, como The Black Family, La Secta Cibernética, La Secta del Mesías, Los Hell Brothers y Los Chiles Guajillo (junto a Belcegor). Chessman ha estado asociado con Cibernético y Charly Manson de una forma u otra a lo largo de la mayor parte de su carrera, ya sea formando equipo con ellos o luchando contra ellos.

## Carrera en la lucha libre profesional
Después de entrenar con El Canek y Pepe Casas (padre de Negro Casas, Heavy Metal y El Felino), Zamora hizo su debut el 3 de julio de 1995 trabajando como luchador enmascarado usando el nombre M-357, que se inspiró en el cartucho para revólver .357 Magnum. En 1996 cambió su nombre a Magnum, inspirándose nuevamente en el mismo cartucho de pistola. En 1998, cambió completamente su personaje y se convirtió en Quinto Elemento. En 2000, cambió nuevamente su personaje, esta vez trabajando sin máscara pero con su cara pintada de rojo y negro, usando el nombre Chessman y adoptando un aspecto de inspiración gótica. El nombre proviene del criminal estadounidense Caryl Chessman y se suponía que la pintura roja de su cara simbolizaba la sangre de sus muchas víctimas.

### The Black Family
En 2001, Chessman hizo su debut en AAA como parte de un nuevo stable llamado The Black Family, junto a su líder Charly Manson, Ozz, Escoria y Cuervo. The Black Family pronto se convirtió en parte de Lucha Libre Latina (LLL), un grupo similar al New World Order, que era liderado por el viejo amigo de Chessman, Cibernético. Aunque formaban parte de un grupo mucho más grande, The Black Family todavía trabajaba como una unidad, un stable dentro del stable.
The Black Family hizo su primera aparición en un evento mayor en Verano de Escándalo (2001), donde perdieron una lucha de eliminación ante Los Vatos Locos (Espíritu, Nygma, Silver Cat y Picudo); también en la lucha estuvieron Los Vipers (Psicosis II, Histeria, Maniaco y Mosco de la Merced) y Los Exóticos. El equipo no hizo otra aparición importante en un espectáculo hasta un año después, cuando desafiaron sin éxito a Los Vatos Locos por el Campeonato Nacional Atómicos en Verano de Escándalo (2002). Ese desafío fue el primero de muchos mientras The Black Family comenzó a perseguir el título de Atómicos y a tener un feudo con Los Vatos Locos. El 19 de abril de 2002, Chessman hizo equipo con su compañero de LLL Electroshock para derrotar al equipo de La Parka Jr. y Máscara Sagrada para ganar el Campeonato Nacional en Parejas. Cuando Los Vatos Locos perdieron los títulos ante otros a finales de 2002, The Black Family comenzó a apuntar a los nuevos campeones, Oscar Sevilla y Los Barrio Boys (Alan, Billy Boy y Decnnis). Cuando Charly Manson regresó a la acción, se puso del lado de Los Vipers en lugar de The Black Family, lo que llevó a una lucha en Guerra de Titanes (2002), donde The Black Family derrotó a Manson, Histeria, Mosco de la Merced y Psicosis II. El 18 de julio de 2003, The Black Family ganó su primer campeonato como unidad cuando derrotaron a Oscar Sevilla y Los Barrio Boys por el título de Atómicos, pero su reinado solo duró 31 días antes de que Sevilla y Los Barrio Boys recuperaran los títulos. La racha de mala suerte de Chessman continuó cuando Octagón y La Parka ganaron los títulos nacionales en parejas  ante Chessman y Electroshock. The Black Family esperaría más de un año antes de tener otra oportunidad de obtener los títulos, que ganaron el 20 de agosto de 2004.

### La Secta
En 2005, Cibernético formó un nuevo grupo llamado La Secta Cibernética que incluía a sus amigos Charly Manson y Chessman y, a través de la membresía de Chessman, The Black Family también fue invitada a unirse a este nuevo supergrupo. El grupo asistió a Cibernético en su feudo con La Parka (la versión AAA), pero fueron incapaces de evitar que fuera desenmascarado en Triplemanía XII. Más tarde ese mismo año, Muerta Cibernética fue contratado para vengarse de La Parka. Cuando Cibernético sufrió una grave lesión de rodilla, Muerta Cibernética tomó las riendas del grupo y expulsó al Cibernético. Chessman se asoció con Tiffany para ganar el Campeonato Mundial en Parejas Mixto de AAA el 16 de septiembre de 2003 contra el excompañero de equipo de Chessman, Electroshock y Lady Apache. El equipo retuvo los títulos mixtos hasta que Gran Apache y Faby Apache los derrotaron por los títulos el 1 de agosto de 2004, después de lo cual Chessman dejó de formar equipo con Tiffany. Muerta Cibernética, al igual que Cibernético dos años antes, fue desenmascarado por La Parka en Triplemanía XIV. Después de mantener los títulos de Atómicos durante 789 días, The Black Family perdió ante los Mexican Powers (Crazy Boy, Juventud Guerrera, Joe Líder y Psicosis II) el 18 de octubre de 2006. No mucho después de perder los títulos en parejas, Chessman cambió a face (llamado «técnico» en México) y se alió con Cibernético y Charly Manson para formar Los Hell Brothers.

### Los Hell Brothers

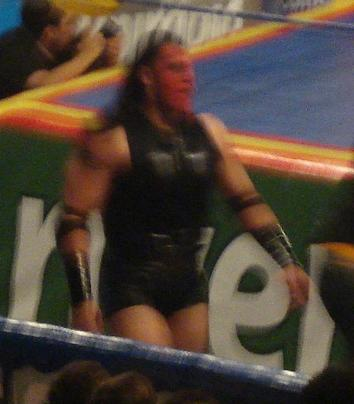
Chessman durante el evento Guerra de Titanes (2009).

Cuando Cibernético regresó al ring después de una larga ausencia debido a lesiones, formó el stable Los Hell Brothers junto con sus viejos compañeros Cibernético y Charly Manson. El grupo rápidamente se convirtió en el grupo de técnicos superior debido a sus feudos con La Secta del Mesías y La Legión Extranjera de Konnan. En Rey de Reyes (2007), Los Hell Brothers derrotaron a Muerte Cibernética, Scott Steiner y Kenzo Suzuki. En Triplemanía XV, Los Hell Brothers derrotaron a El Mesías, Sean Waltman y Kenzo Suzuki en un combate de Domo de la Muerte. Debido a su victoria, Los Hell Brothers obligaron a Kenzo Susuki a raparse la cabeza. En agosto de 2007, Chessman derrotó a El Zorro, aliado de Los Hell Brothers, para ganar el Campeonato Mundial de Peso Semicompleto de la UWA. La victoria por el título fue en un combate de primera ronda de un torneo para coronar al inaugural Megacampeón de AAA. En la segunda ronda, Chessman derrotó a su compañero Cibernético y consiguió un lugar en la final. En Verano de Escándalo (2007), Chessman se enfrentó a El Mesías en la final, pero perdió el combate por descalificación y, por lo tanto, también perdió su título UWA. En ese mismo evento, El Zorro se volvió contra Los Hell Brothers y se unió a La Legión después de que el equipo ganara el evento principal.
En diciembre de 2007, Cibernético sufrió graves quemaduras durante un combate y tuvo que tomarse varios meses de descanso para recuperarse. Mientras Cibernético se recuperaba, Chessman y Charly Manson siguieron su feudo contra La Legión, pero sin tanto éxito como inicialmente debido a una serie de incidentes en los que Chessman causaría que el equipo perdiera por accidente. En la primavera de 2008, Charly Manson sufrió una grave lesión y se vio obligado a tomarse un tiempo libre justo cuando Cibernético hacía su regreso al ring y ganaba el Megacampeonato de AAA. En Triplemanía XVI, Chessman hizo equipo con La Parka y Silver King siendo derrotados ante el equipo de La Legión de Bobby Lashley, Electroshock y Kenzo Suzuki. Cuando Vampiro fue enlistado para ocupar el lugar de Manson, comenzaron a circular rumores de una separación de Los Hell Brothers. Los rumores parecieron reforzarse cuando Chessman ganó una combate de eliminación para ganarse una oportunidad por el Megacampeonato de AAA. En un primer momento, Cibernético felicitó a su compañero, pero se mostró reacio a fijar una fecha para el combate por el título de Chessman. La tensión llegó a un punto crítico en septiembre cuando Cibernético llegó al ring para felicitar a Chessman por una victoria reciente; Manson llegó al ring para tratar de mediar entre los dos pero, cuando no pudo elegir bando, Los Hell Brothers se disolvieron oficialmente.

### En solitario

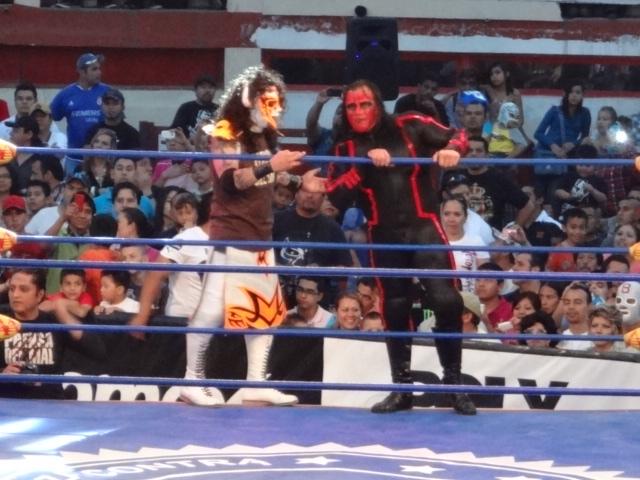
Chessman y el miembro de La Legión Extranjera Psicosis.

Con la separación de Los Hell Brothers, Chessman cambió a rudo y la lucha por el título que ganó fue reservada para Verano de Escándalo (2008). Esa noche, Cibernético retuvo el título. A Chessman se le concedió otra oportunidad de obtener el título mundial, en un combate en el que también participó El Zorro. Los tres hombres se enfrentaron en Homenaje a Antonio Peña 2008 en una Street Fight donde Cibernético ganó tras cubrir a El Zorro.
A finales de 2008, Chessman intentó aparentemente unirse con su antiguo grupo The Black Family, pero en lugar de eso los traicionó. Chessman recurrió a Los Psycho Circus y juntos ganaron el Campeonato Nacional Atómicos de The Black Family. El tercer reinado de Chessman con los Campeonatos Atómicos terminó después de sólo 16 días cuando el comisionado de AAA, Vampiro, despojó a Chessman y a Los Psycho Circus de los títulos después de que lo habían atacado la noche anterior. El feudo con The Black Family continuó en 2009 hasta que Chessman entró en un feudo con el nuevo Megacampeón de AAA El Mesías. El feudo con El Mesías comenzó durante una grabación de televisión donde Chessman y El Mesías se enfrentaron en un combate; el combate terminó con Chessman siendo arrojado por el costado del balcón y a través de una pila de mesas. El programa pasó a comerciales con Chessman luciendo gravemente herido mientras recibía tratamiento médico. La semana siguiente, se programó otro combate individual entre ambos, pero Chessman salió con muletas y usando un collarín. Justo cuando El Mesías pensó que Chessman iba a anunciar que estaba demasiado herido para luchar, Chessman lo atacó con una muleta, revelando que la lesión no era más que una artimaña para darle a Chessman una ventaja. En Rey de Reyes (2009), Chessman desafió a El Mesías por el Megacampeonato de AAA en un Steel Cage match, pero perdió.
El 12 de marzo de 2010, Chessman compitió y ganó el torneo Rey de Reyes 2010. En la primera ronda, superó a La Parka, El Zorro y Octagón y en la final, derrotó a Hernández y Marco Corleone para convertirse en el Rey de Reyes 2010. En abril de 2011, Chessman unió fuerzas con Silver King y Último Gladiador para formar La Maniarquía, un subgrupo dentro de La Sociedad. El 18 de junio en Triplemanía XIX, La Maniarquía fue derrotada por Electroshock, Heavy Metal y Joe Líder en un Tables, Ladders & Chairs Match. El 16 de septiembre, Konnan recompensó a Chessman trasladándolo de nuevo a La Legión Extranjera y nombrándolo nuevo general del grupo. El 9 de octubre en Héroes Inmortales, Chessman y Abyss derrotaron a Extreme Tiger y Jack Evans en un Tables, Ladders & Chairs match para ganar el Campeonato Mundial en Parejas de AAA. El 5 de agosto de 2012, en Triplemanía XX, Chessman hizo equipo con Juventud Guerrera por una noche para participar en una lucha en jaula de acero de Parejas Suicidas. Sin embargo, tanto Chessman como Guerrera lograron escapar de la jaula y evitar tener que enfrentarse en un duelo Cabellera vs. Cabellera. El 7 de octubre en Héroes Inmortales, Chessman y Abyss perdieron el Campeonato Mundial en Parejas de AAA ante Joe Líder y Vampiro, poniendo fin a su reinado a los 364 días. El 2 de diciembre en Guerra de Titanes, Chessman ganó la cabellera de Vampiro en una Lucha de Apuestas en jaula de acero a seis bandas, en la que también participaron Cibernético, Dr. Wagner Jr., L. A. Park y El Hijo del Perro Aguayo.
El 16 de marzo de 2014, en Rey de Reyes, Chessman derrotó a Villano IV para ganar el vacante Campeonato Latinoamericano de AAA. El 26 de septiembre, Chessman y Cibernético reformaron Los Hell Brothers con el nuevo miembro Averno. En febrero de 2015, Los Hell Brothers se unieron oficialmente a La Sociedad. El 14 de junio de 2015, en Verano de Escándalo, Los Hell Brothers ganaron el Campeonato Mundial de Tríos de AAA. El 31 de agosto, Chessman perdió el Campeonato Latinoamericano ante Psycho Clown. Después de que Cibernético dejó AAA, Los Hell Brothers fueron despojados del Campeonato de Tríos el 6 de enero de 2016. El 22 de enero en Guerra de Titanes, Chessman y Averno ganaron el vacante Campeonato Mundial en Parejas de AAA. Sin embargo, inmediatamente después La Sociedad se volvió contra los dos. Chessman y Averno perdieron el Campeonato Mundial en Parejas AAA ante Angélico y Jack Evans el 17 de julio de 2016. Chessman y Averno luego se unieron a Ricky Marvin para formar un nuevo trío llamado OGT, ganando el Campeonato Mundial de Tríos de AAA el 4 de noviembre. Perdieron el título ante El Apache, Faby Apache y Mari Apache el 5 de marzo de 2017, cuando Marvin fue derrotado por Faby en un combate individual.

## Campeonatos y logros
- Lucha Libre AAA Worldwide
  - Campeonato Latinoamericano de AAA (1 vez) [39]
  - Campeonato Mundial en Parejas Mixto de AAA (1 vez) – con Tiffany [8][49]
  - Campeonato Mundial en Parejas de AAA (2 veces) – con Abyss (1) [35] y Averno (1) [44]
  - Campeonato Mundial de Tríos de AAA (3 veces) – con Averno y Cibernético (1), [42] Averno y Ricky Marvin (1), [47] y Averno y Super Fly (1) [50]
  - Campeonato Nacional en Parejas (1 vez) – con Electroshock [5]
  - Campeonato Nacional Atómicos ( 3 veces ) – con Ozz, Escoria y Cuervo (2) y Killer Clown, Psycho Clown y Zombie Clown (1) [5][25]
  - Rey de Reyes (2010) [31]
- Pro Wrestling Illustrated
  - PWI lo clasificó en el puesto número 133 de los 500 mejores luchadores individuales en el PWI 500 en 2010 [51]
- Otros logros
  - Campeonato Mundial de Peso Semicompleto de la UWA (1 vez) [13]